# Perityle gilensis
Perityle gilensis là một loài thực vật có hoa trong họ Cúc. Loài này được (M.E.Jones) J.F.Macbr. mô tả khoa học đầu tiên năm 1918.